# Federico Leardini
Federico Leardini (Venezia, 18 settembre 1979 – Monza, 3 febbraio 2018) è stato un giornalista italiano.

## Biografia
Nato a Venezia il 18 settembre 1979, si trasferì a Milano nel 2000, dove conseguì la laurea in Scienze politiche e un master in Relazioni internazionali.

## Carriera e vita personale
Iniziò la sua carriera come giornalista presso il Class CNBC dal 2001. Lavorò dal 2011 al canale di informazione Sky TG24 dove gestì la cronaca delle borse mondiali.
Morì all'ospedale San Gerardo di Monza, in seguito a un infarto che l'aveva colpito mentre si allenava in una palestra di Carate Brianza. Era sposato e padre di una bambina.